# Иоганн (герцог Гёрлица)
Иога́нн, ге́рцог Гё́рлица (нем. Johann, Herzog von Görlitz; 22 июня 1370, Прага — 1 марта 1396) — сын императора Священной Римской империи Карла IV от четвёртой жены Елизаветы Померанской.

## Биография
Иоганн был сыном императора Священной Римской империи Карла IV от его четвёртой жены Елизаветы Померанской. 
В 1377 году получил от отца в качестве ленного владения Гёрлиц, которое было превращено в герцогство.
В 1385 году король Вацлав IV пожаловал ему титул маркграфа Бранденбургского, а спустя год получил герцогство Люксембург, хотя этими землями он не правил. Иоганн участвовал в войне на стороне своего брата Вацлава IV с Йостом Моравским, а после того, когда Вацлав попал в плен, добился его освобождения, заняв во главе войска Прагу.
Скончался 1 марта 1396 года в аббатстве Незель, возможно он был отравлен.

## Семья
Был женат на Рихарде Катарине Мекленбургской, дочери короля Швеции Альбрехта Мекленбургского. У них была единственная дочь Елизавета фон Гёрлиц, которая умерла бездетной.